# Island i olympiska spelen
Island deltog första gången vid olympiska sommarspelen 1912 i Stockholm. Därefter missade de de fyra spelen därpå för att återkomma vid de olympiska sommarspelen 1936 i Berlin och de har sedan dess varit med vid alla olympiska sommarspel. De debuterade i vinterspelen 1948 i Sankt Moritz och de har sedan dess medverkat vid alla vinterspel utom ett, vinter-OS 1972 i Sapporo.
Island har tagit totalt fyra medaljer, alla på sommar-OS.

## Medaljer
| Guld | Silver | Brons | Totalt antal medaljer |
| ---- | ------ | ----- | --------------------- |
| 0    | 2      | 2     | 4                     |

### Samtliga medaljörer
| Gren                        | Spel        | Namn                            | Guld | Silver | Brons |
| Friidrott, Tresteg, herrar  | 1956 sommar | Vilhjálmur Einarsson            |      | X      |       |
| Judo, Lätt tungvikt, herrar | 1984 sommar | Bjarni Friðriksson              |      |        | X     |
| Friidrott, Stavhopp, damer  | 2000 sommar | Vala Flosadóttir                |      |        | X     |
| Handboll, herrar            | 2008 sommar | Islands herrlandslag i handboll |      | X      |       |

### Medaljer efter sommarspel
| Spel                                    | Guld        | Silver      | Brons       | Totalt      |
| Stockholm 1912                          | 0           | 0           | 0           | 0           |
| Antwerpen 1920                          | Deltog inte | Deltog inte | Deltog inte | Deltog inte |
| Paris 1924                              | Deltog inte | Deltog inte | Deltog inte | Deltog inte |
| Amsterdam 1928                          | Deltog inte | Deltog inte | Deltog inte | Deltog inte |
| Los Angeles 1932                        | Deltog inte | Deltog inte | Deltog inte | Deltog inte |
| Berlin 1936                             | 0           | 0           | 0           | 0           |
| London 1948                             | 0           | 0           | 0           | 0           |
| Helsingfors 1952                        | 0           | 0           | 0           | 0           |
| Melbourne 1956 (ryttarspel i Stockholm) | 0           | 1           | 0           | 1           |
| Rom 1960                                | 0           | 0           | 0           | 0           |
| Tokyo 1964                              | 0           | 0           | 0           | 0           |
| Mexico City 1968                        | 0           | 0           | 0           | 0           |
| München 1972                            | 0           | 0           | 0           | 0           |
| Montreal 1976                           | 0           | 0           | 0           | 0           |
| Moskva 1980                             | 0           | 0           | 0           | 0           |
| Los Angeles 1984                        | 0           | 0           | 1           | 1           |
| Seoul 1988                              | 0           | 0           | 0           | 0           |
| Barcelona 1992                          | 0           | 0           | 0           | 0           |
| Atlanta 1996                            | 0           | 0           | 0           | 0           |
| Sydney 2000                             | 0           | 0           | 1           | 1           |
| Aten 2004                               | 0           | 0           | 0           | 0           |
| Peking 2008                             | 0           | 1           | 0           | 1           |
| London 2012                             | 0           | 0           | 0           | 0           |
| Rio de Janeiro 2016                     | 0           | 0           | 0           | 0           |
| Tokyo 2020                              | 0           | 0           | 0           | 0           |
| Paris 2024                              | 0           | 0           | 0           | 0           |
| Totalt                                  | 0           | 2           | 2           | 4           |

### Medaljer efter vinterspel
| Spel                   | Guld        | Silver      | Brons       | Totalt      |
| Sankt Moritz 1948      | 0           | 0           | 0           | 0           |
| Oslo 1952              | 0           | 0           | 0           | 0           |
| Cortina d'Ampezzo 1956 | 0           | 0           | 0           | 0           |
| Squaw Valley 1960      | 0           | 0           | 0           | 0           |
| Innsbruck 1964         | 0           | 0           | 0           | 0           |
| Grenoble 1968          | 0           | 0           | 0           | 0           |
| Sapporo 1972           | Deltog inte | Deltog inte | Deltog inte | Deltog inte |
| Innsbruck 1976         | 0           | 0           | 0           | 0           |
| Lake Placid 1980       | 0           | 0           | 0           | 0           |
| Sarajevo 1984          | 0           | 0           | 0           | 0           |
| Calgary 1988           | 0           | 0           | 0           | 0           |
| Albertville 1992       | 0           | 0           | 0           | 0           |
| Lillehammer 1994       | 0           | 0           | 0           | 0           |
| Nagano 1998            | 0           | 0           | 0           | 0           |
| Salt Lake City 2002    | 0           | 0           | 0           | 0           |
| Turin 2006             | 0           | 0           | 0           | 0           |
| Vancouver 2010         | 0           | 0           | 0           | 0           |
| Sotji 2014             | 0           | 0           | 0           | 0           |
| Pyeongchang 2018       | 0           | 0           | 0           | 0           |
| Peking 2022            | 0           | 0           | 0           | 0           |
| Totalt                 | 0           | 0           | 0           | 0           |

### Medaljer efter sport
| Sport     | Guld | Silver | Brons | Totalt |
| Friidrott | 0    | 1      | 1     | 2      |
| Handboll  | 0    | 1      | 0     | 1      |
| Judo      | 0    | 0      | 1     | 1      |
| Totalt    | 0    | 2      | 2     | 4      |

### Allmänna källor
- ”Iceland at the Olympic Games”. Sports Reference. Arkiverad från originalet den 20 februari 2009. https://web.archive.org/web/20090220003058/http://www.sports-reference.com/olympics/countries/ISL/. Läst 7 december 2011.